# Căianu
Căianu (veraltet Călian oder Călean; ungarisch Magyarkályán oder Kályán) ist eine Gemeinde im Kreis Cluj in der Region Siebenbürgen in Rumänien.

## Geographische Lage

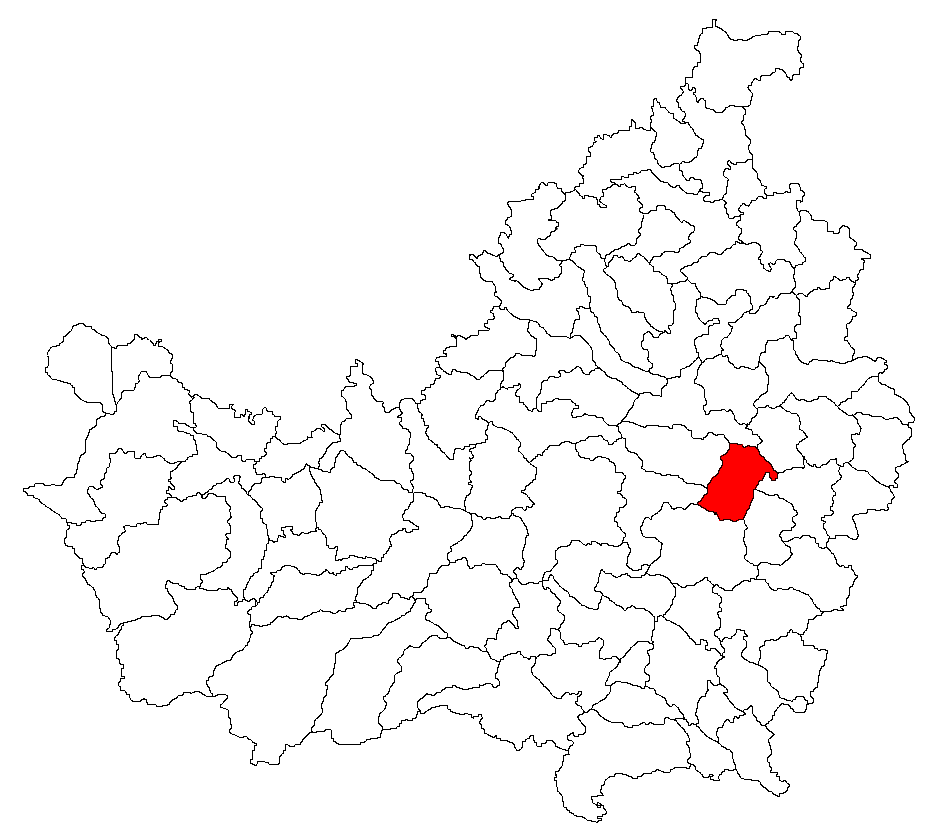
Lage der Gemeinde Căianu im Kreis Cluj

Die Gemeinde Căianu liegt im Westen des Siebenbürgischen Beckens. Das Gemeindezentrum befindet sich an der Kreisstraße (drum județean) DJ 161G, ein Kilometer südlich des Drum național 16, etwa 30 Kilometer östlich von der Kreishauptstadt Cluj-Napoca (Klausenburg) entfernt. Die fünf eingemeindeten Dörfer befinden sich zwei bis etwa zehn Kilometer vom Gemeindezentrum auf einer Gesamtfläche von 5511 Hektar entfernt. Fast der Hälfte der Gemeindefläche wird landwirtschaftlich genutzt.

## Geschichte
Der Ort Căianu von Ungarn gegründet, wurde erstmals 1326 urkundlich erwähnt. Im 15. Jahrhundert siedelten dann auch Rumänen hier an. Archäologische Funde auf dem Areal – von den Einheimischen La Feredeu genannt – des Gemeindezentrums, und im eingemeindeten Dorf Văleni (ungarisch Lárgatanya) deuten auf eine Besiedlung bis in die Römerzeit zurück.
In der Liste historischer Denkmäler des rumänischen Kulturministeriums sind auf dem Areal des Ortes Căianu (bei Dijmașii), archäologische Funde einer Siedlungen die bis in die Frühgeschichte deuten, vermerkt.
Im Königreich Ungarn gehörte die heutige Gemeinde dem Stuhlbezirk Mocs im Komitat Klausenburg, anschließend dem historischen Kreis Cluj und ab 1950 dem heutigen Kreis Cluj an.

## Bevölkerung
Die Bevölkerung der Gemeinde entwickelte sich wie folgt:
| 1850 | 1.984 | 1.409 | 498   | 2 | 75            |
| 1956 | 4.541 | 2.837 | 1.679 | 1 | 24            |
| 1992 | 2.700 | 1.543 | 1.129 | - | 28            |
| 2002 | 2.567 | 1.541 | 978   | - | 48            |
| 2011 | 2.355 | 1.369 | 854   | - | 132 (60 Roma) |
| 2021 | 2.191 | 1.304 | 670   | - | 217 (55 Roma) |

Seit 1850 wurde auf dem Gebiet der heutigen Gemeinde die höchste Einwohnerzahl und auch die der Rumänen 1956 ermittelt. Die höchste Bevölkerungszahl der Magyaren (1.691) wurde 1941, die der Roma (68) 1850 und die der Rumäniendeutschen (39) 1900 registriert. 1930 bekannten sich zwei Bewohner als Slowaken.

## Sehenswürdigkeiten
- Die Ruine der ehemaligen Holzkirche Sfinții Arhangheli Mihail și Gavriil in Căianu, 1750 errichtet, steht noch unter Denkmalschutz.[6]
- Im eingemeindeten Dorf Vaida-Cămăraș (ungarisch Vajdakamarás) die reformierte Kirche, im 17. Jahrhundert errichtet, steht unter Denkmalschutz.[6]
- Im eingemeindeten Dorf Bărăi (Báré) die Holzkirche.[8]

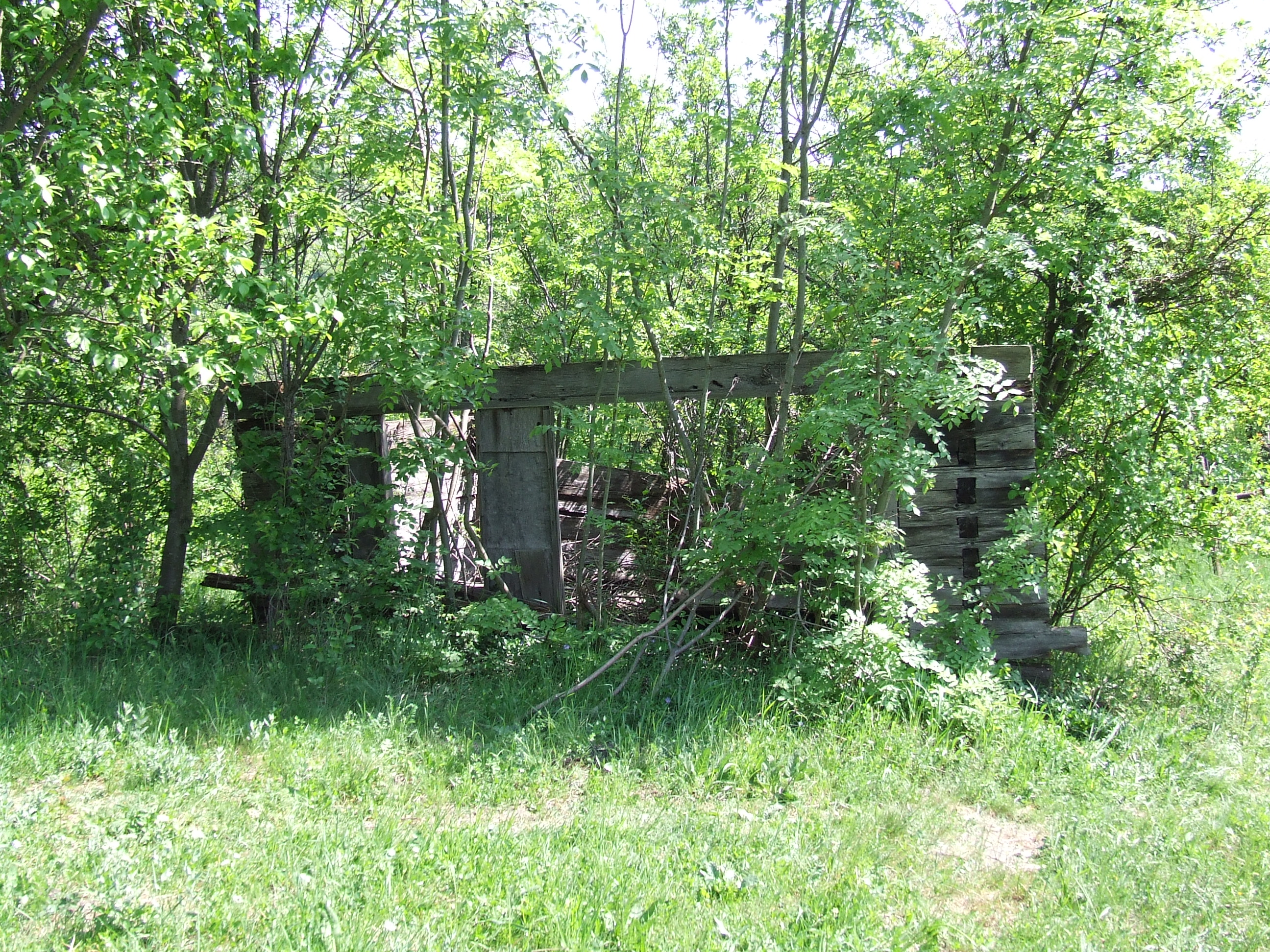
Ruine der ehemaligen Holzkirche Sfinții Arhangheli Mihail și Gavriil
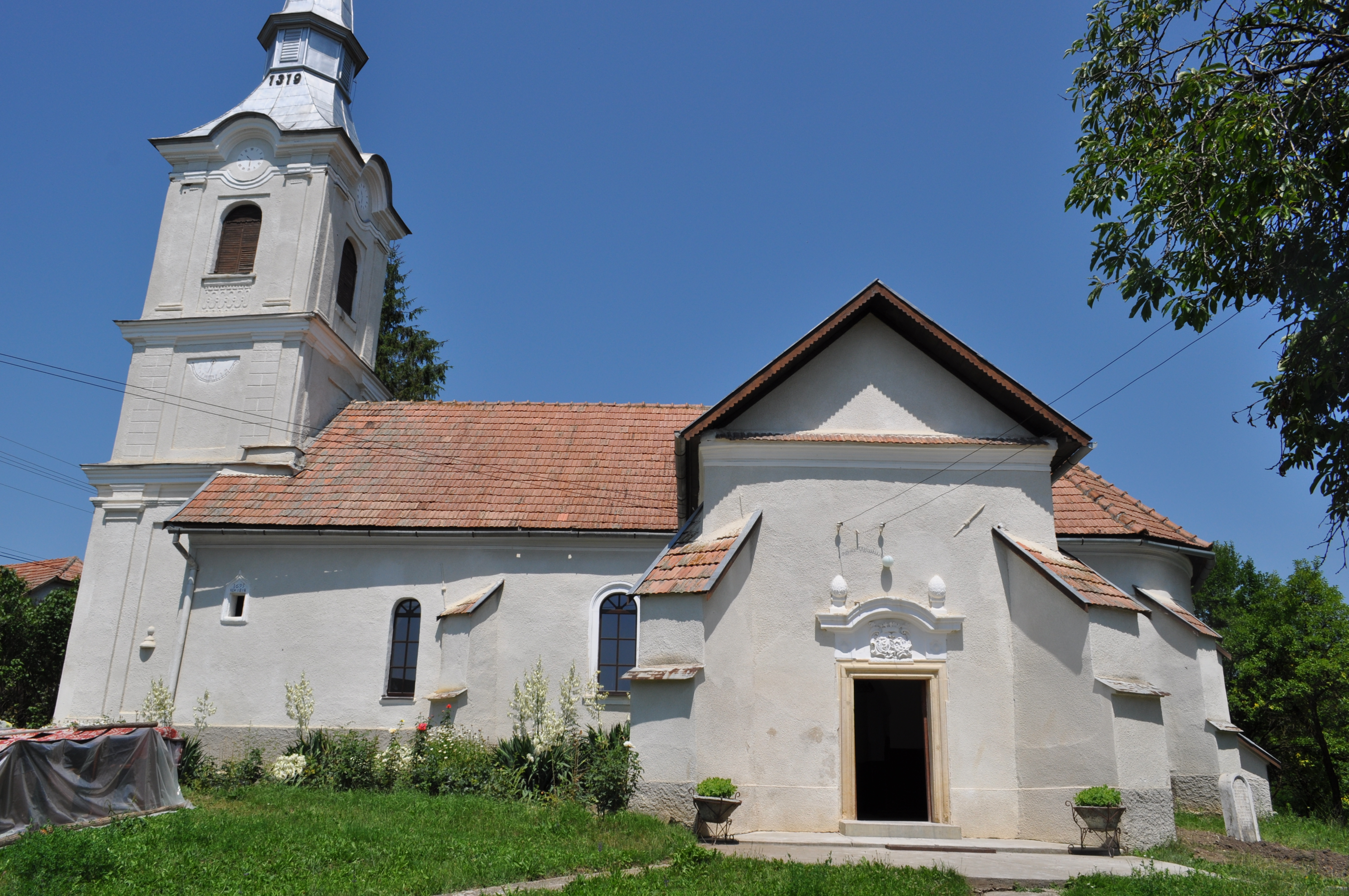
Reformierte Kirche in Vaida-Cămăraș
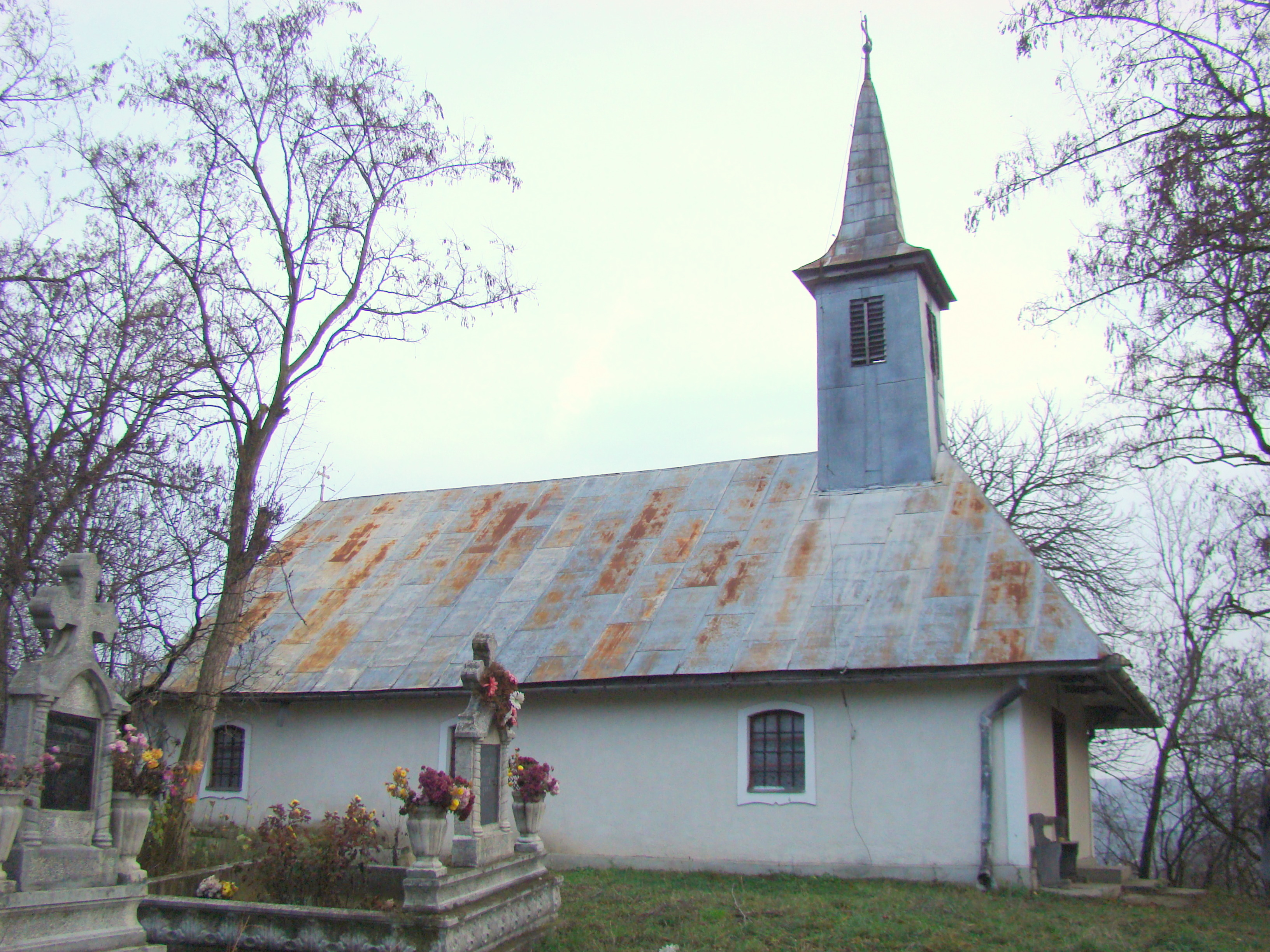
Holzkirche in Bărăi